# Božena Správcová
Božena Správcová (22. září 1969 Praha, Československo) vlastním jménem Lenka Vašátková provdaná Bohuslavová je česká básnířka, spisovatelka a publicistka.

## Život
Lenka Vašátková prožila dětství v Praze. V letech 1980 až 1986 žila v Brnkách u Prahy. Po ukončení povinné školní docházky na ZŠ v Praze-Holešovicích, absolvovala gymnázium Karla Sladkovského v Praze na Žižkově. Po maturitě v roce 1988 studovala Vysokou školou ekonomickou, obor vědecké informace a knihovnictví. Absolvovala v roce 1992 obhajobou diplomové práce Získávání a význam informací o trhu v nakladatelské práci. V září 1993 nastoupila jako redakční tajemnice a ekonomka do literárního časopisu Tvar, v letech 1997 až 2002 zde pracovala jako redaktorka. Od roku 2003 byla dva roky redaktorkou v již zaniklé, internetové Postmoderní revue. Podílela se na vydávání společně s básníkem a vydavatelem Luborem Kasalem.
V dubnu 2005 se vrátila do redakce Tvaru, kde pracovala do konce roku 2012. Po redakční práci v časopisu Tvar i nadále pracuje jako editorka a nakladatelská redaktorka ve vydavatelství Trigon. Kromě literární a publicistické činnosti také maluje. Ilustrovala vlastní knihu Večeře. Zajímá se o grafologii a hraje na housle. Je vdaná, má syna Petra a dceru Lucii. Žije v Praze-Strašnicích.

## Tvorba
První básně otiskla ještě pod rodným jménem ve školním časopise Horizont. V roce 1987 vystoupila v poetickém pořadu Zelené peří v pražském Rubínu na večeru mladé poezie.
Od roku 1993 začala používat literární pseudonym Božena Správcová. Publikovala v časopisech Iniciály, Host, A2, také v týdeníku Televize, občasníku Scriptum (Olomouc) nebo v Lidových novinách.
V roce 2004 připravovala pro časopis Host rubriku Hostinec, publikovala zde řadu rozhovorů s českými básníky, spisovateli a kritiky. V „Hostu“ píše také literární kritiky a glosy. V roce 2005 v čísle 3, literárního časopisu Aluze vyšlo CD s jejím autorským čtením básnické skladby Hranice.
Věnuje se i překladatelské činnosti např. v roce 2020 vyšel román Arianina ztracená kniha, slovenské autorky Evy Maliti Fraňové.

### Beletrie
- Guláš z modrý krávy, Mladá fronta, 1993, sbírka básní
- Výmluva, Český spisovatel, 1995, básnická skladba, střídají se verše a próza – Cena Jiřího Ortena
- Večeře, Host, 1998, básnická skladba
- Spravedlnost, Host, 2000, próza, satirický příběh ze zákulisí literárního časopisu
- Požární kniha, Trigon, 2003, básnická skladba, jedna ze tří nominací na Státní cenu za literaturu
- Východ, Trigon, 2011, básnická skladba
- Strašnice, Trigon, 2013, sbírka básní
- Uctívači kruhů, Trigon, 2016, próza, cena Nadace ČLF
- Dárek, Trigon, 2018, román

### Knižní rozhovory
- Čaroděj dřímá v každém z nás, Nakladatelství Lubor Kasal, 2004, hovory s Ivanem O. Štampachem
- Sítě vnitřního umění, Nakladatelství Lubor Kasal, 2005, hovory s grafologem a psychoterapeutem Janem Jeřábkem[6]